# Guillaume Barrera
Pour les articles homonymes, voir Barrera.
Guillaume Barrera, né le 29 janvier 1968 à Suresnes, est un enseignant, philosophe et essayiste français. Ses recherches, complémentaires de son enseignement, relèvent principalement de la philosophie politique et portent sur les concepts d'esprit, d'ordre et de désordre, de paix et de guerre. Il a particulièrement étudié l'œuvre de Montesquieu avant de se pencher sur les rapports entre injustice et guerre civile. Ses derniers travaux relèvent de la philosophie de l'histoire.

## Biographie

### Formation
Ancien élève du Prytanée national militaire de La Flèche et du lycée Henri IV, Guillaume Barrera intègre l’ École normale supérieure de la rue d’Ulm en 1988 (L), et passe l’agrégation de philosophie en 1993. Il obtient également une licence d'espagnol à l'Institut d'Études Ibériques et Latino-américaines de Paris IV-Sorbonne. En 1992-1993, il mène des recherches sur la philosophie empiriste anglo-saxonne au Trinity College de Dublin. En décembre 2000, sous la direction de Pierre Manent, il soutient au Centre d'études sociologiques et politiques Raymond Aron de l'École des hautes études en sciences sociales une thèse d'anthropologie morale et politique intitulée L'homme à définir : recherches sur la figure de l'homme dans l'œuvre de Montesquieu en général, et dans "L'Esprit des lois" en particulier. Son jury réunit Philippe Raynaud, Catherine Larrère et Bernard Manin.

### Travaux et carrière
La majeure partie des recherches de Guillaume Barrera porte sur la philosophie politique. Pour les mener, il marie la philosophie, la science politique et l’histoire. Après son doctorat en philosophie, il s’engage dans près de dix années de travaux sur l’œuvre de Montesquieu, participant avec Pierre Rétat à l'établissement des Œuvres complètes du penseur, éditées par la Voltaire Foundation ; il collabore à la Revue Montesquieu nouvellement créée, et participe à la rédaction du Dictionnaire Montesquieu, publié en version électronique et en édition bilingue français-anglais par les soins de l'École normale supérieure de Lyon. 
Comme le soulignent Luigi Delia et Claude Habib, il se consacre surtout à saisir « le dessein » de Montesquieu dans l’Esprit des lois, sans dédaigner les petits opuscules. Ran Halévi, ancien collaborateur de François Furet, accueille les résultats de ce travail dans sa collection, L'Esprit de la cité. Publié en octobre 2009 et couronné en 2010 par l’Académie des sciences morales et politiques, ce premier ouvrage, Les Lois du monde : Enquête sur le dessein politique de Montesquieu, porte principalement sur  De l'Esprit des lois. Claude Habib situe sa position dans l'interprétation d'une oeuvre dont : « L’influence [...] sur la Révolution américaine, et sur la tradition libérale en général, a été si grande, si notoire et si durable qu’elle avait produit une quasi-captation de Montesquieu par les commentateurs anglo-saxons. Leur lecture, souvent fructueuse, s'[était] accompagnée de distorsions, au point qu’on [en] oublierait à les lire que ce grand libéral fut aussi un juriste français. Guillaume Barrera s’applique à corriger l’image ». L'ouvrage s’étend particulièrement sur ce qu’il nomme « le triangle de Montesquieu », qui voyait dans le commerce, la religion et la liberté, les « trois grandes choses » que la pensée politique moderne ne pouvait ignorer. Il y examine aussi la place de Montesquieu dans la querelle des Anciens et des Modernes, critique la lecture des disciples de Leo Strauss, insiste sur la part prise dans son œuvre par le problème théologico-politique et souligne l'importance chez ce penseur de la force d'âme nécessaire au politique pour se maintenir sur la crête si délicate de la « modération » qui, selon lui, favorise l’accès des nations à la puissance et à la prospérité,,. 
Dans son compte rendu critique, Luigi Delia note que la monographie de Guillaume Barrera « bien construite et argumentée avec finesse […] dépasse le seul domaine de l'histoire de la philosophie, [en ce] qu'elle sait susciter la réflexion sur des problématiques qui ont leur place dans le débat contemporain. ».
Dans le prolongement de ces travaux, Guillaume Barrera s’intéresse à la question européenne, à la pensée fédérale, à la crise de la pensée libérale, aux guerres asymétriques, puis, au phénomène de la guerre civile. 
En 2021, travaillant, toujours dans une perspective pluridisciplinaire, il publie chez le même éditeur, La Guerre civile : Histoire Philosophie Politique. Dans ce second ouvrage, il suit les « tribulations de l'universalité » dans l’enchaînement des guerres qui marquèrent l'avènement du libéralisme, de la démocratie, du marxisme jusqu’à l’horizon d’une « guerre civile mondiale ». Il y montre que la guerre civile ne peut plus s'expliquer dans les seuls termes de la pensée politique classique : l'inégalité et la dissemblance. 
Il a enseigné comme chercheur ou chargé de cours dans les départements de philosophie de l'Université de Provence Aix-Marseille I, de Paris IV Sorbonne, de Picardie-Jules Verne et de l' Université Strasbourg - Marc Bloch. Nommé professeur de chaire supérieure, en 2011, il enseigne en khâgne au Lycée Fustel de Coulanges, à Strasbourg. Il enseigne également la philosophie en langue allemande et française à l'École européenne de Strasbourg. Membre du comité de rédaction de Commentaire, il collabore régulièrement à la revue. En décembre 2019, il est habilité à diriger des recherches à l'École normale supérieure de Paris et qualifié par le Conseil national des universités pour les fonctions de professeur des universités.

## Publications

### Ouvrages
- Les Lois du monde : enquête sur le dessein politique de Montesquieu, Paris, Éditions Gallimard, coll. « Esprit de la cité », 2009, 512 p. (OCLC 690470484).
- La Guerre civile : histoire, philosophie, politique, Éditions Gallimard, coll. « Esprit de la cité », 2021, 328 p. (OCLC 1240709299).

### Conférences, articles et chapitres
- La figure de l'Espagne dans l'oeuvre de Montesquieu : élaboration conceptuelle d'un exemple stratégie d'écriture et mode d'avertissement, Bordeaux, Académie nationale des sciences, belles-lettres et arts de Bordeaux, 1999 (OCLC 892589814).
- « Montesquieu et la mer », Revue Montesquieu, École normale supérieure de Lyon, no 2,‎ 1998 (lire en ligne [PDF]).
- « La question de l'union politique européenne, présente et à venir, envisagée à la lumière de la pensée de Montesquieu », Duncker & Humblot, Berlin,‎ 2010 (ISBN 9783428130535, OCLC 872627058).
- Le commerce et la paix avec Peggy Ducoulombier, (juriste) et Éric Maulin, (juriste),	Strasbourg : Presses universitaires de Strasbourg, 2017, 210 pp (OCLC 005923067).
- Montesquieu, Rousseau et les infortunes de la vertu, Sorbonne, 2013 (consulter en ligne).
- (en) « Confederation, Federal State, and Federation : Around Louis Le Fur », dans The Ashgate Companion to Federalism  (trad. Lee Ward), Campion College - University of Regina (Canada), Taylor & Francis, 2016 (ISBN 978-0-7546-7131-2, lire en ligne [PDF]), chapitre 16.